# Nectocarcinus pubescens
Nectocarcinus pubescens is een krabbensoort uit de familie van de Portunidae. De wetenschappelijke naam van de soort is voor het eerst geldig gepubliceerd in 1996 door Moosa.